# Orthodontium pellucens
Orthodontium pellucens là một loài Rêu trong họ Bryaceae. Loài này được (Hook.) B.S.G. mô tả khoa học đầu tiên năm 1848.